# 巴里卡 (比斯开省)
巴里卡（西班牙語：Barrica）是西班牙巴斯克自治区比斯开省的一个市镇。总面积8平方公里，总人口1230人（2001年），人口密度154人/平方公里。